# Common Desktop Environment
Common Desktop Environment is een desktopomgeving voor Unix en OpenVMS, gebaseerd op de widget-toolkit Motif. CDE was lange tijd gekend als de "klassieke" interface voor Unix, die geassocieerd werd met commerciële Unix-werkstations. Het project werd gestart in 1993 als joint venture tussen SunSoft, HP, IBM en USL. Na een lange geschiedenis van propriëtaire software werd CDE vrijgegeven als vrije software op 6 augustus 2012 onder de GNU Lesser General Public License.

## Gebruik
Volgende besturingssystemen maken gebruik van CDE:
- AIX (IBM)
- Digital UNIX / Tru64 UNIX (oorspronkelijk Digital Equipment Corporation (DEC), nu Hewlett-Packard)
- HP-UX (Hewlett-Packard) vanaf versie 10.10[3]
- OpenVMS (oorspronkelijk Digital Equipment Corporation, nu Hewlett-Packard)
- Solaris (oorspronkelijk Sun Microsystems, nu Oracle) beschikbaar als uitbreiding voor versie 2.3 en hoger, standaard van versie 2.6 tot 10
- UnixWare (Univel)